# سنتن، گوادلوپ
شهر سنتن، گوآدولوپ (به فرانسوی: Sainte-Anne, Guadeloupe) در شهرستان جزیره گوادلوپ در ناحیه جزیره گوادلوپ با جمعیت ۲۳٬۰۷۳ نفر در کشور فرانسه واقع شده‌است.